# Provincia di Ciudad Real
Ciudad Real è una provincia della comunità autonoma della Castiglia-La Mancia, nella Spagna centrale.
Confina con le province di Toledo a nord, di Cuenca a nord-est, di Albacete a est, con l'Andalusia (province di Jaén e di Cordova) a sud e con l'Estremadura (provincia di Badajoz) a ovest.
La superficie è di 19.813 km², la popolazione nel 2003 era di 492.914 abitanti.
Il capoluogo è Ciudad Real, altri centri importanti sono Puertollano e Alcázar de San Juan.

## Comuni
| Comune                     | Abitanti (2004) |
| -------------------------- | --------------- |
| Abenójar                   | 1.693           |
| Agudo                      | 1.945           |
| Alamillo                   | 631             |
| Albaladejo                 | 1.563           |
| Alcázar de San Juan        | 28.199          |
| Alcoba de los Montes       | 757             |
| Alcolea de Calatrava       | 1.621           |
| Alcubillas                 | 678             |
| Aldea del Rey              | 2.051           |
| Alhambra                   | 1.190           |
| Almadén                    | 6.543           |
| Almadenejos                | 520             |
| Almagro                    | 8.492           |
| Almedina                   | 703             |
| Almodóvar del Campo        | 7.011           |
| Almuradiel                 | 991             |
| Anchuras                   | 444             |
| Arenales de San Gregorio   | 686             |
| Arenas de San Juan         | 1.075           |
| Argamasilla de Alba        | 6.832           |
| Argamasilla de Calatrava   | 5.374           |
| Arroba de los Montes       | 584             |
| Ballesteros de Calatrava   | 614             |
| Bolaños de Calatrava       | 11.831          |
| Brazatortas                | 1.143           |
| Cabezarados                | 371             |
| Cabezarrubias del Puerto   | 608             |
| Calzada de Calatrava       | 4.603           |
| Campo de Criptana          | 13.258          |
| Cañada de Calatrava        | 103             |
| Caracuel de Calatrava      | 166             |
| Carrión de Calatrava       | 2.660           |
| Carrizosa                  | 1.568           |
| Castellar de Santiago      | 2.190           |
| Chillón                    | 2.201           |
| Ciudad Real                | 67.401          |
| Corral de Calatrava        | 1.262           |
| Los Cortijos               | 1.005           |
| Cózar                      | 1.293           |
| Daimiel                    | 17.542          |
| Fernán Caballero           | 1.094           |
| Fontanarejo                | 305             |
| Fuencaliente               | 1.246           |
| Fuenllana                  | 283             |
| Fuente el Fresno           | 3.474           |
| Granátula de Calatrava     | 1.011           |
| Guadalmez                  | 971             |
| Herencia                   | 7.693           |
| Hinojosas de Calatrava     | 706             |
| Horcajo de los Montes      | 1.057           |
| Las Labores                | 678             |
| Llanos del Caudillo        | 651             |
| Luciana                    | 438             |
| Malagón                    | 7.964           |
| Manzanares                 | 18.344          |
| Membrilla                  | 6.516           |
| Mestanza                   | 830             |
| Miguelturra                | 11.344          |
| Montiel                    | 1.689           |
| Moral de Calatrava         | 5.239           |
| Navalpino                  | 273             |
| Navas de Estena            | 395             |
| Pedro Muñoz                | 7.637           |
| Picón                      | 661             |
| Piedrabuena                | 4.816           |
| Poblete                    | 919             |
| Porzuna                    | 3.932           |
| Pozuelo de Calatrava       | 2.691           |
| Los Pozuelos de Calatrava  | 485             |
| Puebla de Don Rodrigo      | 1.267           |
| Puebla del Príncipe        | 975             |
| Puerto Lápice              | 1.008           |
| Puertollano                | 49.775          |
| Retuerta del Bullaque      | 1.040           |
| El Robledo                 | 1.078           |
| Ruidera                    | 593             |
| Saceruela                  | 703             |
| San Carlos del Valle       | 1.220           |
| San Lorenzo de Calatrava   | 279             |
| Santa Cruz de los Cáñamos  | 638             |
| Santa Cruz de Mudela       | 4.801           |
| Socuéllamos                | 12.600          |
| La Solana                  | 15.432          |
| Solana del Pino            | 442             |
| Terrinches                 | 1.019           |
| Tomelloso                  | 32.002          |
| Torralba de Calatrava      | 2.940           |
| Torre de Juan Abad         | 1.349           |
| Torrenueva                 | 3.120           |
| Valdemanco del Esteras     | 263             |
| Valdepeñas                 | 27.274          |
| Valenzuela de Calatrava    | 803             |
| Villahermosa               | 2.453           |
| Villamanrique              | 1.528           |
| Villamayor de Calatrava    | 623             |
| Villanueva de la Fuente    | 2.607           |
| Villanueva de los Infantes | 5.834           |
| Villanueva de San Carlos   | 418             |
| Villar del Pozo            | 117             |
| Villarrubia de los Ojos    | 9.968           |
| Villarta de San Juan       | 3.043           |
| Viso del Marqués           | 2.958           |